# Раджпутана

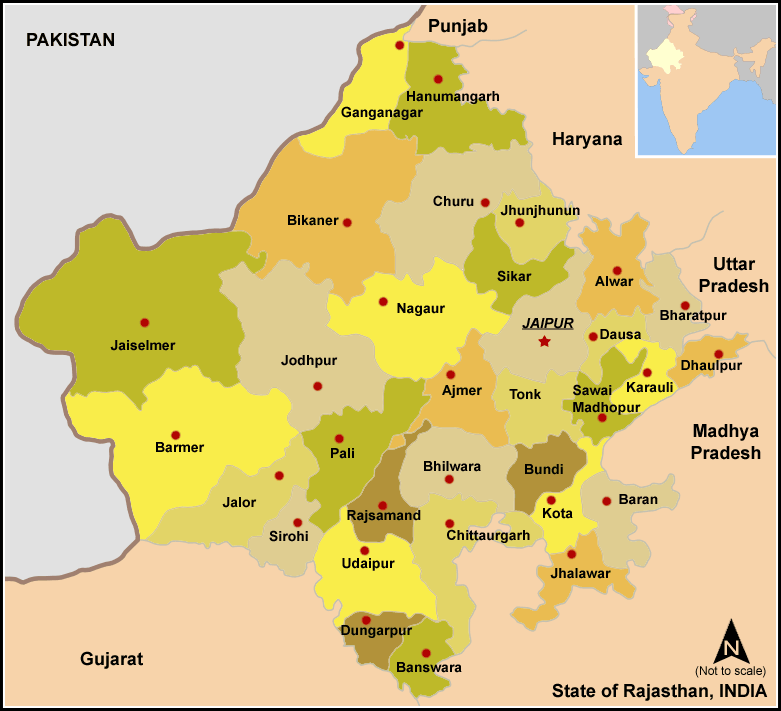
Современный Раджастан

Раджпута́на — историческая область в Индии.
Изначально — земля гуджаров, от которых, согласно одной из теорий, произошли раджпуты. В провинции Радшпутана, состоящей в Бенгальском президентстве, на конец XIX столетия, было небольшое индобританское вассальное государство Альвар или Ульвар.
Альвар или Ульвар при 7 382 квадратных километрах имел, на 1811 год, 682 926 жителей обоего полу. Главный городок Альвар лежит под 27°15′ северной широты и 76°45′ западной долготы от Гринвича и имел, на 1881 год, 49 867 жителей обоего полу.

## История

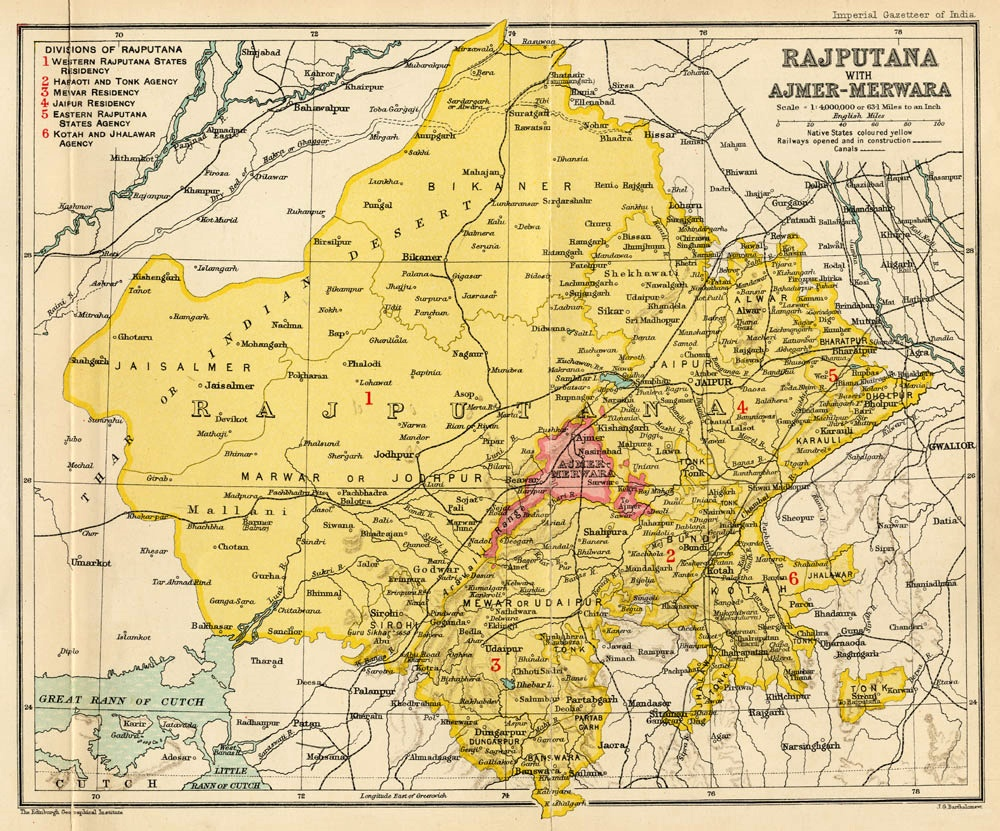
Изменения в регионе, произошедшие с 1909 по 1949 годы

Начиная с IX века известные своей воинственностью раджпуты клана Пратихара играли ведущую роль в политической жизни Северо-Западной Индии. В XIII-XIV веках в этом регионе оформилось около 20 (скорее всего 24) княжеств, подконтрольных Делийскому султанату. После битвы при Кхануа 1527 года они оказались под властью империи Моголов. В 1624-1820 гг. — в составе Маратхской конфедерации. Впервые название «Раджпутана», вероятно, использовалось в местной не сохранившейся раджпутской административной документации с начала XVIII века. В 1800 году введено в употребление британцем Джоржем Томасом. До 1858 года Раджпутана входила в состав земель, подконтрольных Британской Ост-Индской компании, затем вошла в число вассальных княжеств Британской Индии. 
В 1949 году было принято решение об объединении и реструктуризации раджпутских княжеств в новый штат Раджастан, которое официально вступило в силу вместе с Конституцией 1950 года.